# Alvis Speed 25
Der Alvis Speed 25 war ein PKW, den Alvis von 1936 bis 1940 als Nachfolger der Modelle Speed 20 und 3½ litre fertigte. Es gab zwei aufeinanderfolgende Generationen, SB und SC.

## Modelle

### Speed 25 SB
Der 1936 vorgestellte Speed 25 SB kombinierte das Fahrgestell des Speed 20 SD mit 3150 mm Radstand und Einzelradaufhängung vorne an einer Querblattfeder mit dem Sechszylinder-Reihenmotor mit hängenden Ventilen des 3½  litre, der einen Hubraum von 3571 cm³ hatte. Im Speed 25 leistete dieser durch drei SU-Vergaser gespeiste Motor 106 PS (78 kW) bei 3800/min. Hatten die früheren Sechszylindermotoren der Marke nur vier Hauptlager, so hatte das neue Aggregat sieben. Kupplung, Schwungrad und Kurbelwelle wurden gemeinsam gewuchtet, was zu besonders geringen Vibrationen führte. Der Zylinderkopf war aus Gusseisen, aber die Kolben waren aus Aluminium. Zwei elektrische Benzinpumpen speisten die drei Vergaser.
Der Rahmen bestand aus Stahl und wartete mit kräftigen Querträgern auf. Alvis stellte nur die Fahrgestelle des Luxuswagens her. Die Aufbauten kamen von Stellmacherbetrieben, wie Cross and Ellis (Tourenwagen), Charlesworth (Limousine und Cabriolet), Vanden Plas, Lancefield, Offord und anderen.
Die niedrige, sportliche Erscheinung, das synchronisierte Getriebe, die Einzelradaufhängung vorne und der Bremskraftverstärker machten den Alvis Speed 25 zu einem schnellen, luxuriösen und zuverlässigen Auto, das fast £ 1000 kostete. Als einziges Automodell konnte der elegante Wagen zweimal hintereinander den begehrten Ladies Choice VSCC Oxford Concourse gewinnen. Viele der ausnahmslos von Hand gebauten Autos haben bis heute überlebt.

### Speed 25 SC
1938 wurde der Nachfolger des SB, der Speed 25 SC, vorgestellt. Äußerlich waren keine Veränderungen sichtbar und auch die Maße und das Wagengewicht von 1854 kg waren gleich geblieben, aber der Rahmen war deutlicher profiliert und erleichtert. Dadurch gewann er an Steifigkeit.
1940 wurde die Fertigung kriegsbedingt ersatzlos eingestellt.

## Galeriebilder

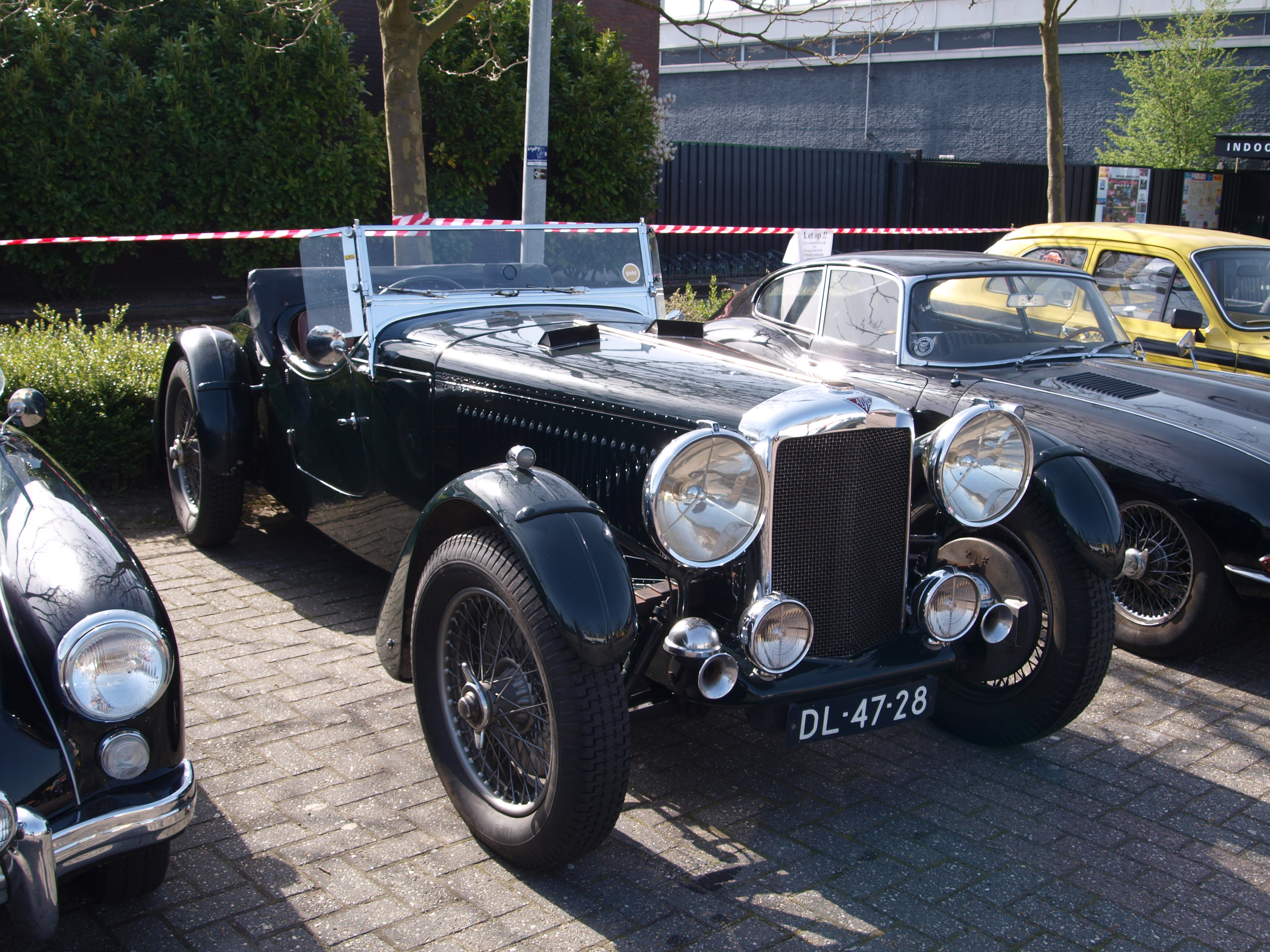
Alvis Speed 25 Zweisitzer (1936)
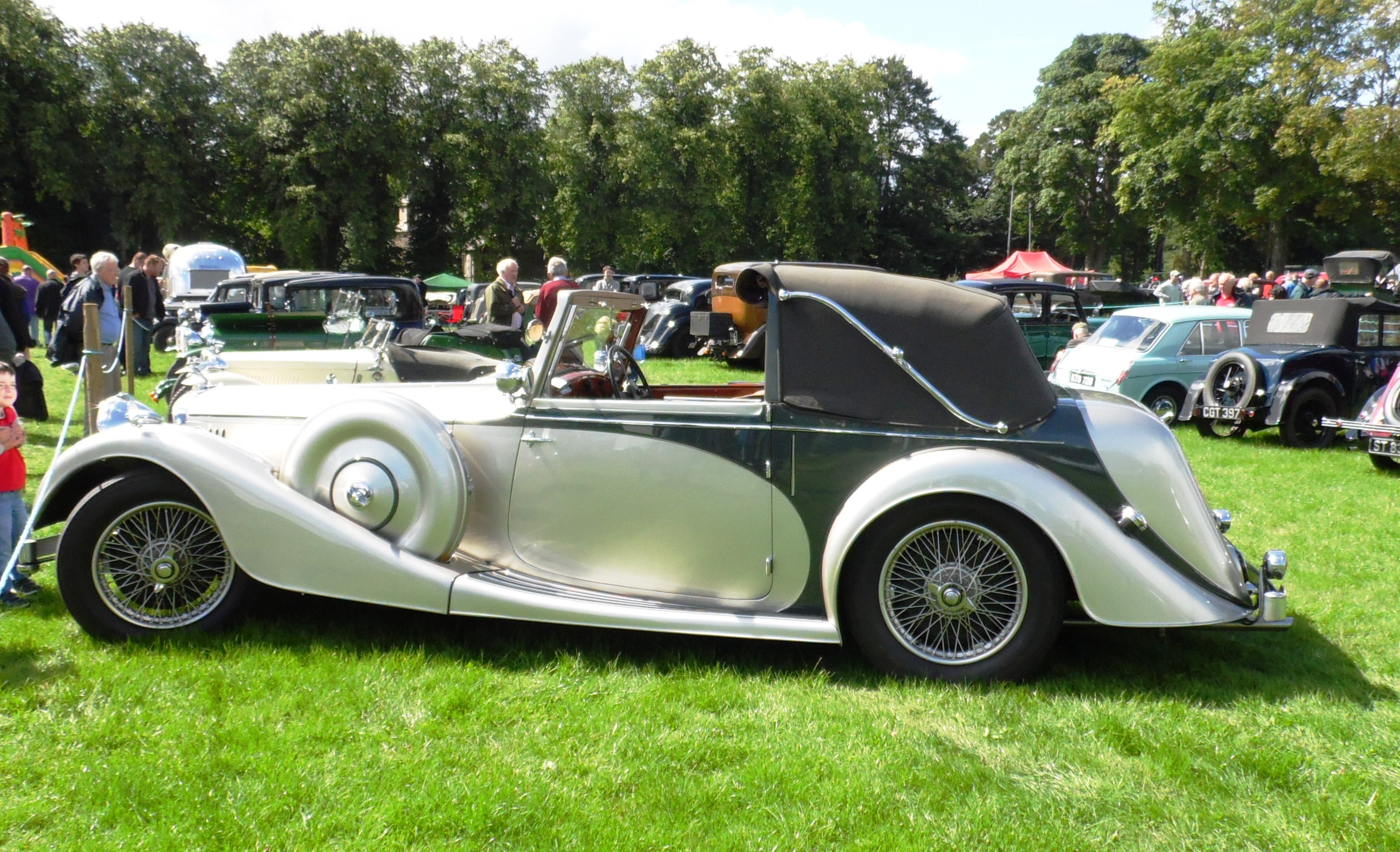
Alvis Speed 25 Cabriolet mit Karosserie von Charlesworth (1938)
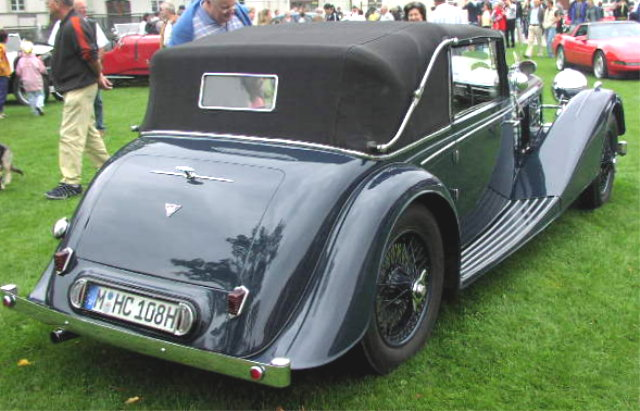
Heckansicht
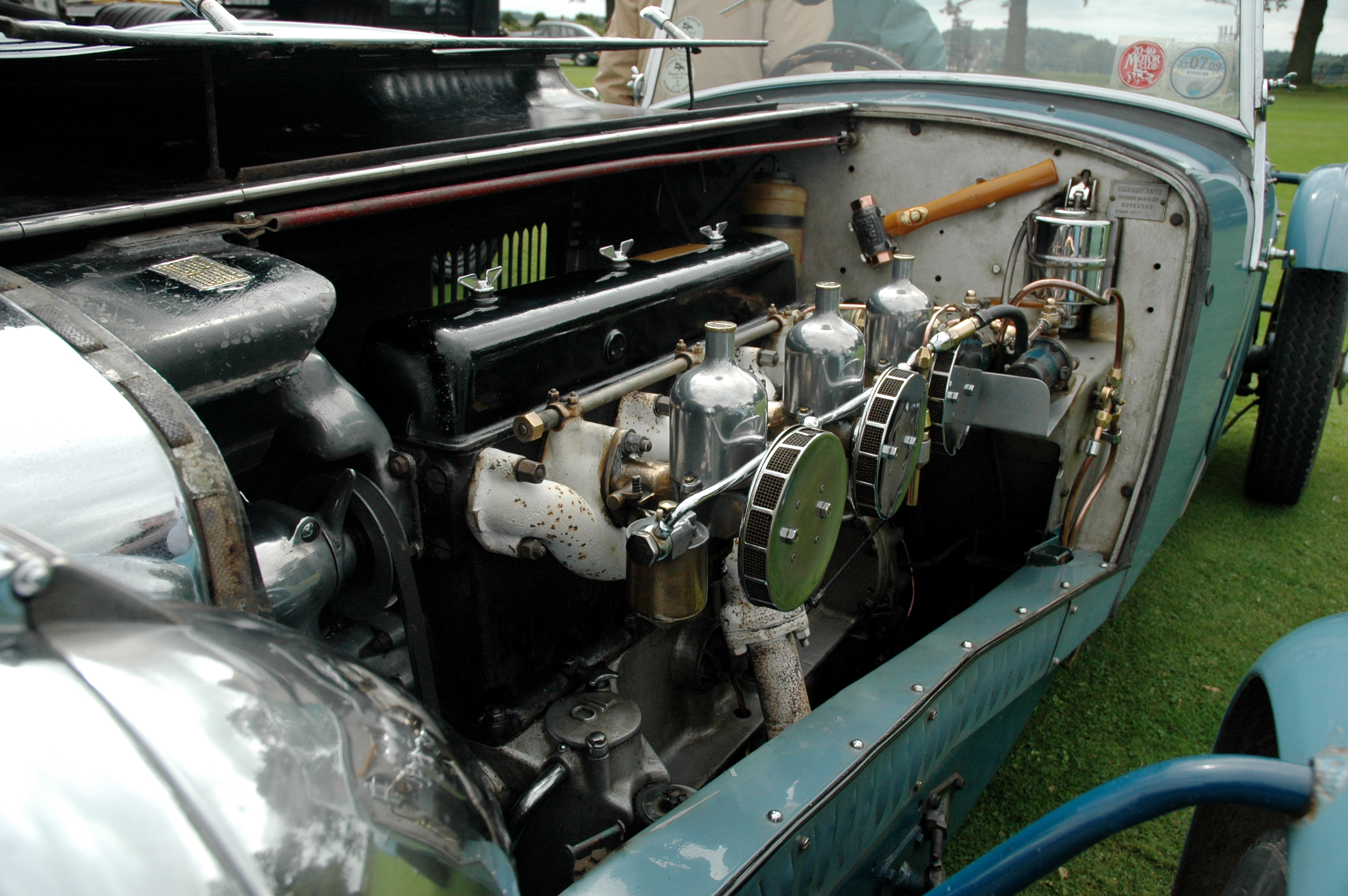
3,6-Liter-Motor
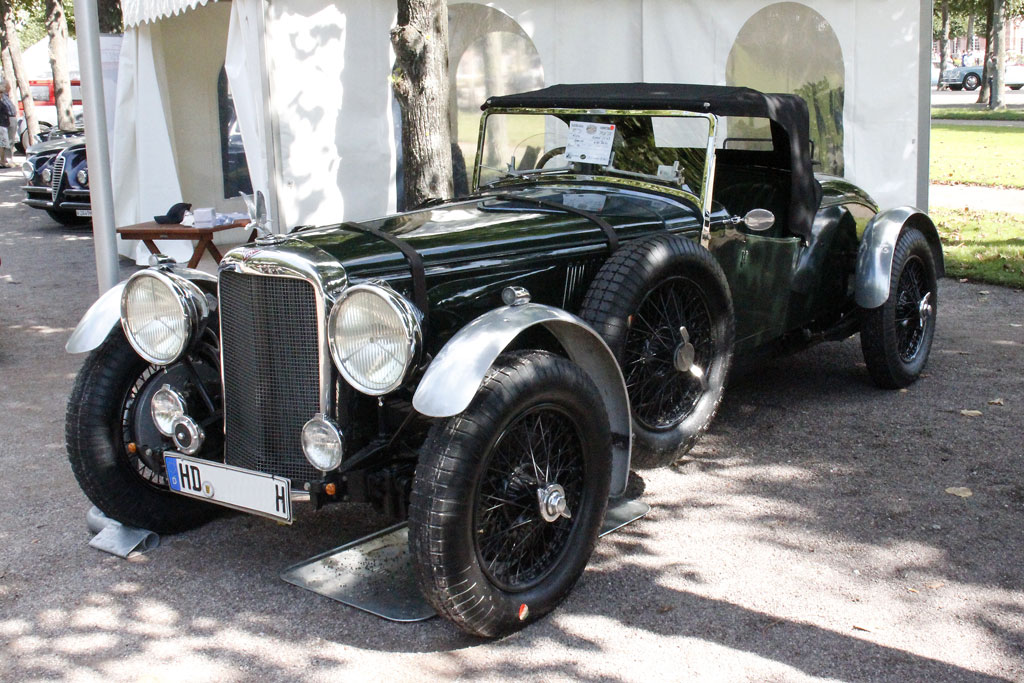
Alvis Speed 25 mit Sonderkarosserie (1938)
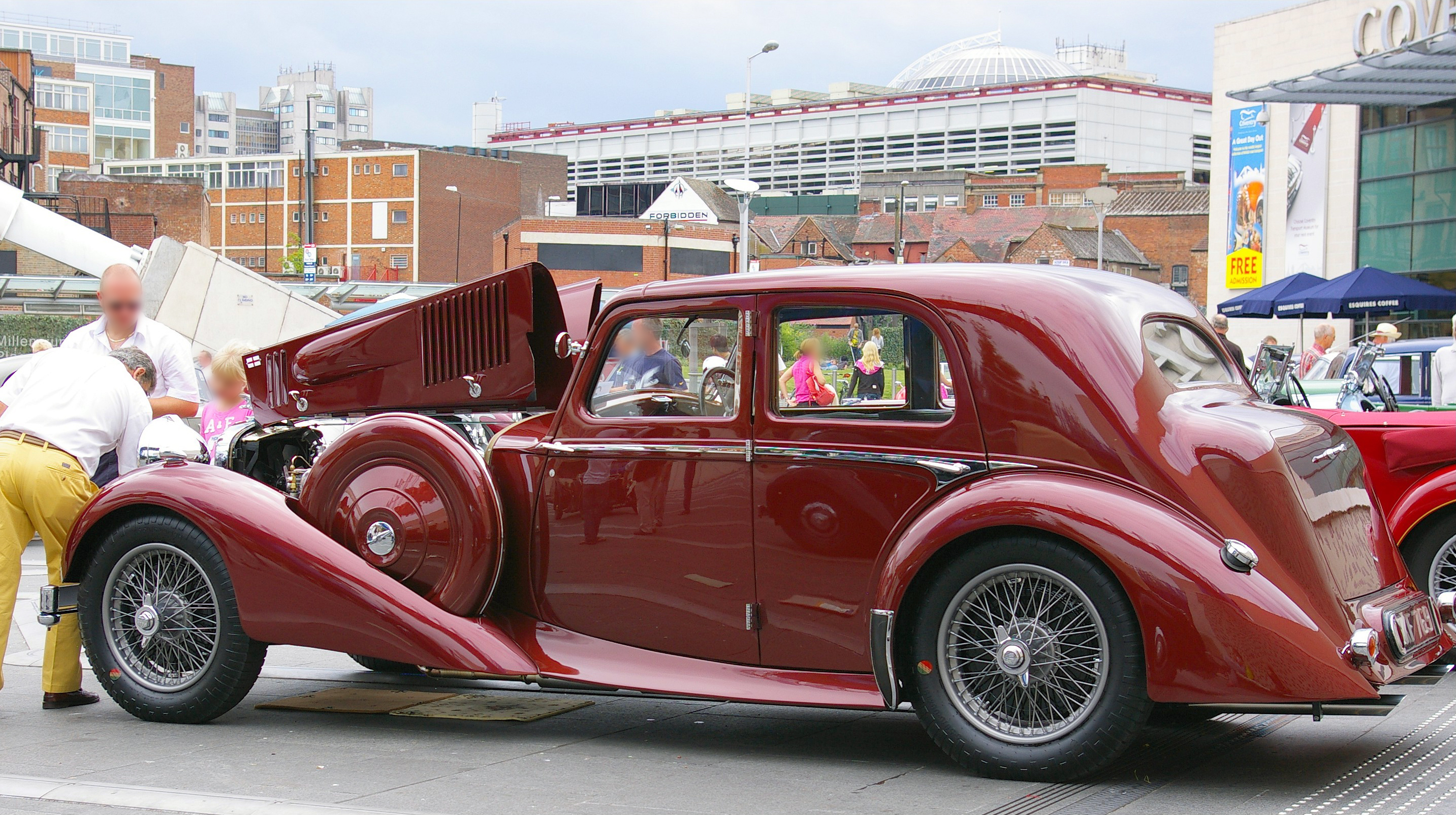
Alvis Speed 25 Limousine